# Willi Suth
Willi Suth (* 13. November 1881 in Köln; † 10. September 1956 in St. Raphaël, Département Var) war Oberbürgermeister und Oberstadtdirektor von Köln.

## Biografie
Suth studierte nach dem Besuch des Real-Gymnasiums Aachen Rechtswissenschaften in Freiburg, München und Bonn. Seit 1901 war er Mitglied der katholischen Studentenverbindung KDStV Ripuaria Freiburg im Breisgau im CV. Er wurde 1904 Referendar und 1909 Assessor. Danach war er zunächst im Justizdienst tätig bis 1915 zur Stadt Köln wechselte. Er wurde am 19. Februar 1919 an der Seite seines Schwagers, des Oberbürgermeisters Konrad Adenauer zu einem Beigeordneten der Stadt ernannt und war unter anderem 1925 auch Messedezernent. Nach der Machtergreifung der Nationalsozialisten wurde er, nachdem bereits Konrad Adenauer zwangsbeurlaubt wurde, zusammen mit weiteren sechs Beigeordneten der Stadt Köln, u. a. Max Berndorff, Ernst Schwering und Wilhelm Greven, am 18. März 1933 ebenfalls zwangsbeurlaubt. Zuletzt war er als Beigeordneter für Wohlfahrt bei der Stadtverwaltung Köln tätig. 

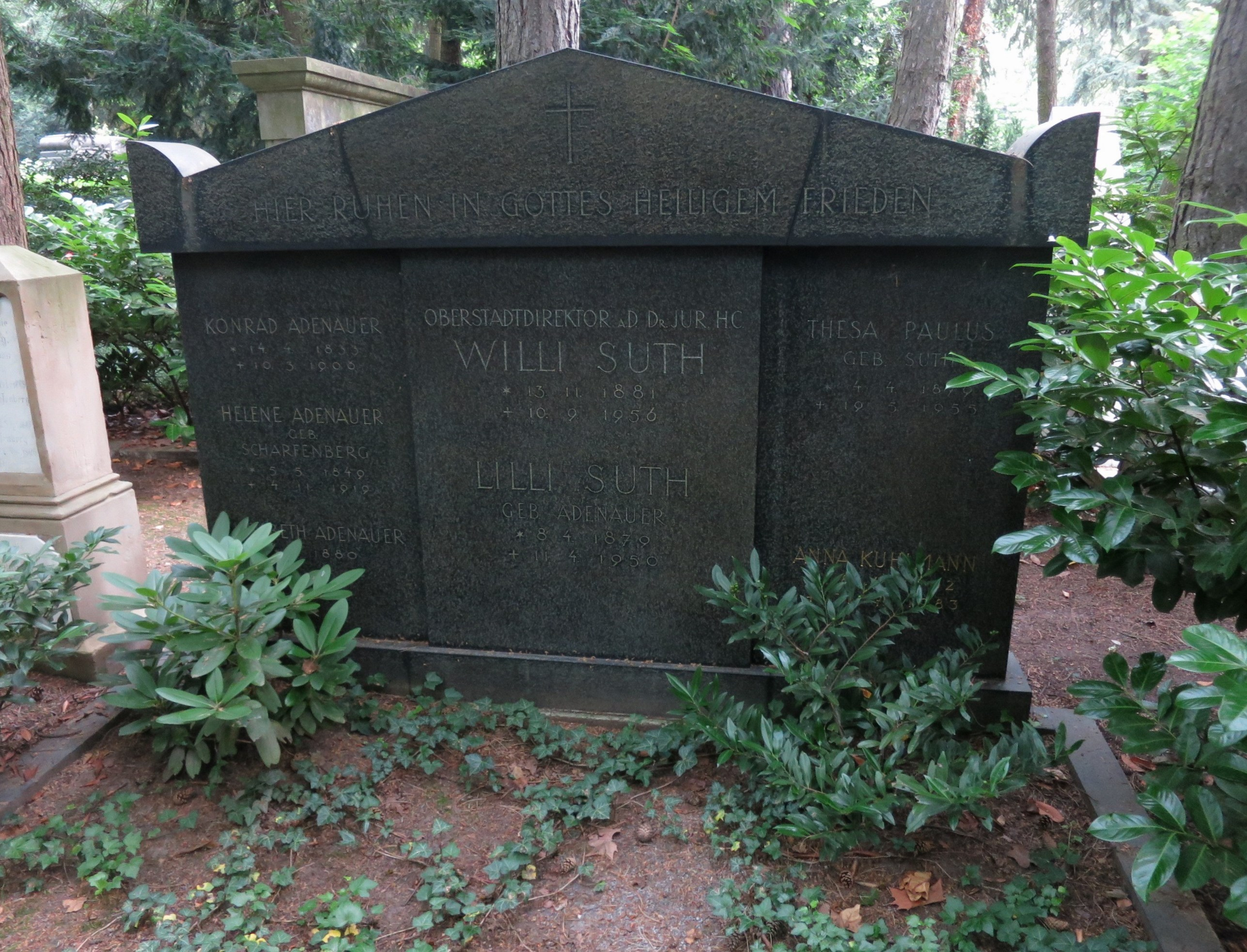
Grabstätte Willi und Lilli Suth

Nach der Besetzung Kölns durch die Amerikaner wurde er am 16. März 1945 mit der Leitung der Stadtverwaltung beauftragt. Zunächst waren die Arbeitsbedingungen sehr primitiv. Schließlich wurde Suth am 11. April 1946 zum ersten Oberstadtdirektor der Stadt Köln ernannt. Er übte dieses Amt bis 1953 aus. Suth war mit Lilli Adenauer (1879–1950), der Schwester von Konrad Adenauer, verheiratet. Sein Nachfolger als Oberstadtdirektor wurde der Neffe seiner Frau und Sohn von Konrad, Max Adenauer.
Die Grabstätte der Eheleute Suth befindet sich auf dem Kölner Friedhof Melaten (Flur 60a).
Anfang der 1970er Jahre wurde im Kölner Stadtteil Chorweiler die Willi-Suth-Allee nach ihm benannt.

## Ehrungen
- 1953: Großes Verdienstkreuz der Bundesrepublik Deutschland